# 2025年臺灣
|        | 臺灣歷史 \| 台灣歷史年表 |
| 世纪： | 20世纪臺灣 \| 21世纪臺灣 \| 22世纪臺灣 |
| 年代： | 1990年代臺灣 \| 2000年代臺灣 \| 2010年代臺灣 \| 2020年代臺灣 \| 2030年代臺灣 \| 2040年代臺灣 \| 2050年代臺灣                                           |
| 年份： | 2020年臺灣 \| 2021年臺灣 \| 2022年臺灣 \| 2023年臺灣 \| 2024年臺灣 \| 2025年臺灣 \| 2026年臺灣 \| 2027年臺灣 \| 2028年臺灣 \| 2029年臺灣 \| 2030年臺灣 |
| 纪年： | 乙巳年（蛇年）、中華民國114年 |

## 政府

### 國家正副元首

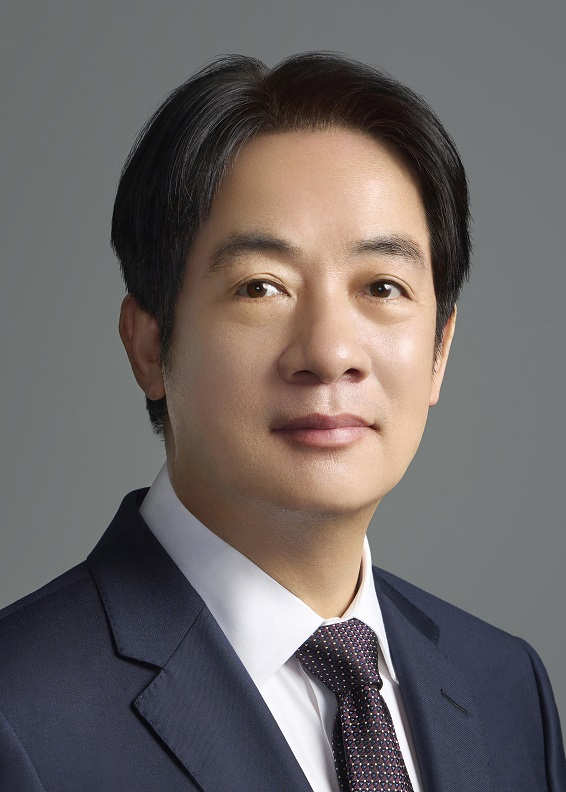
總統：賴清德
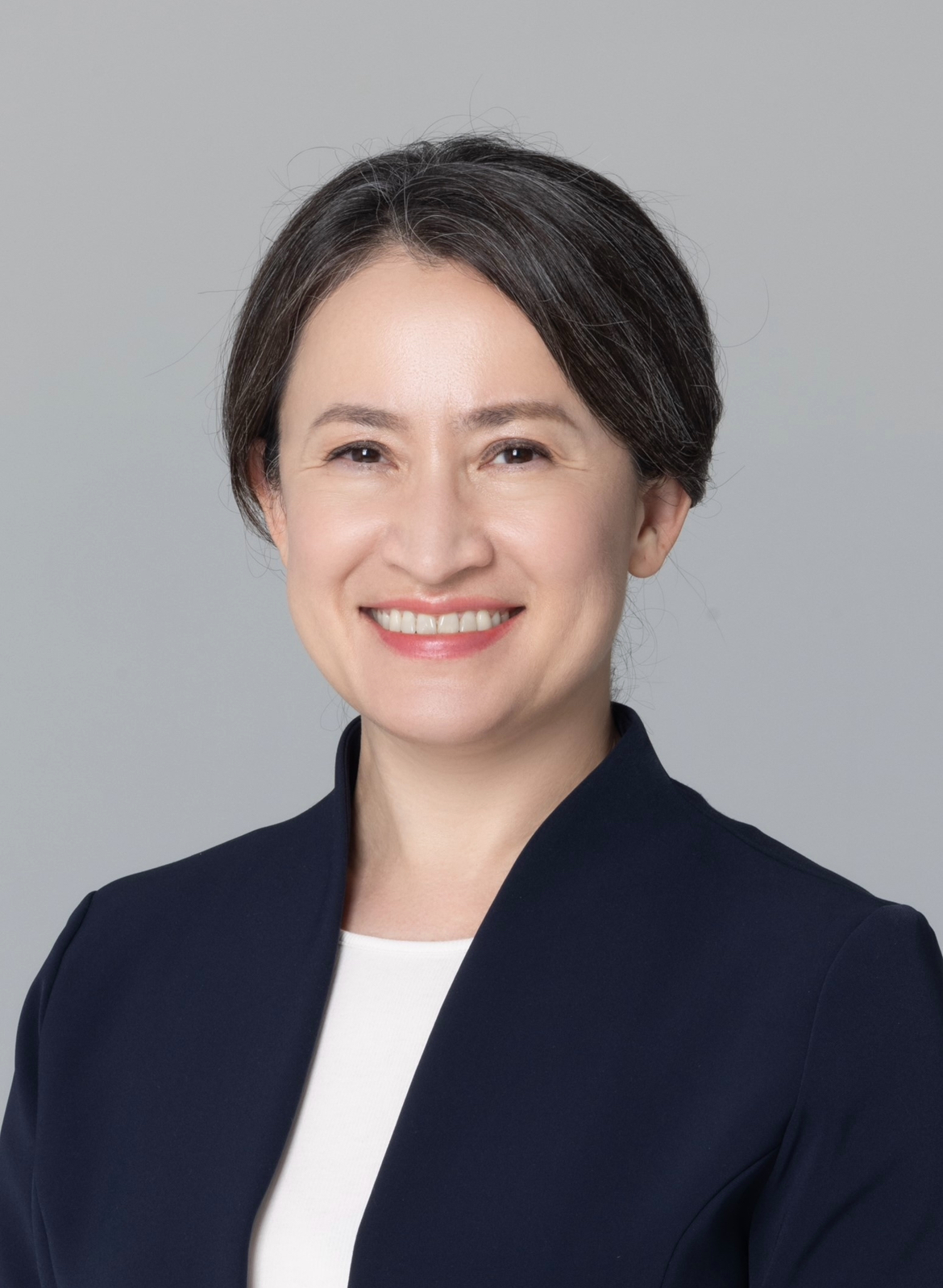
副總統：蕭美琴

### 五院首長

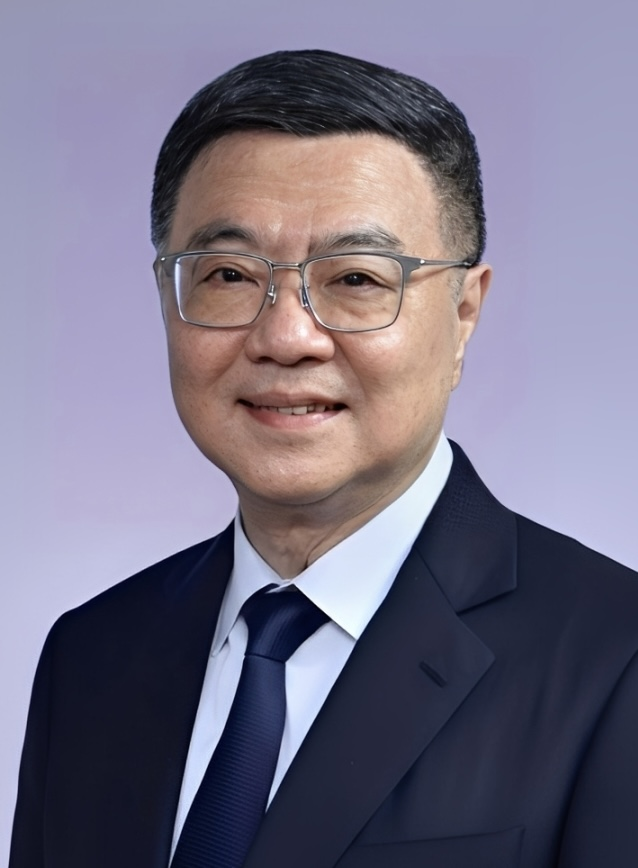
行政院院長：卓榮泰
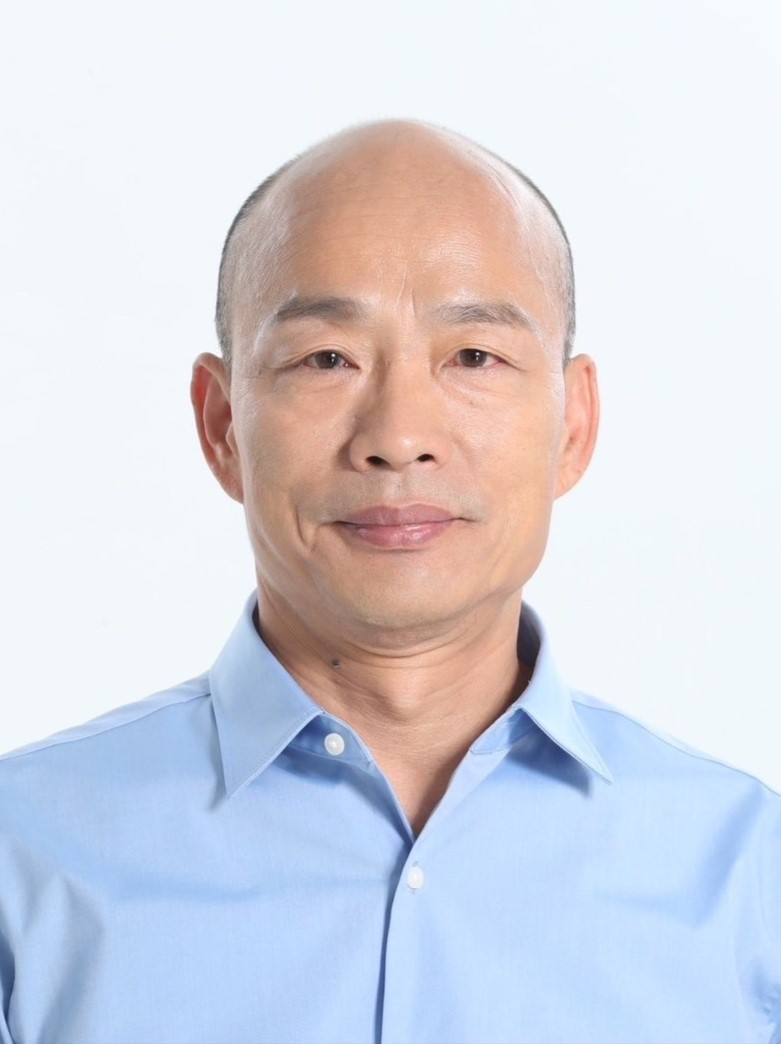
立法院院長：韓國瑜
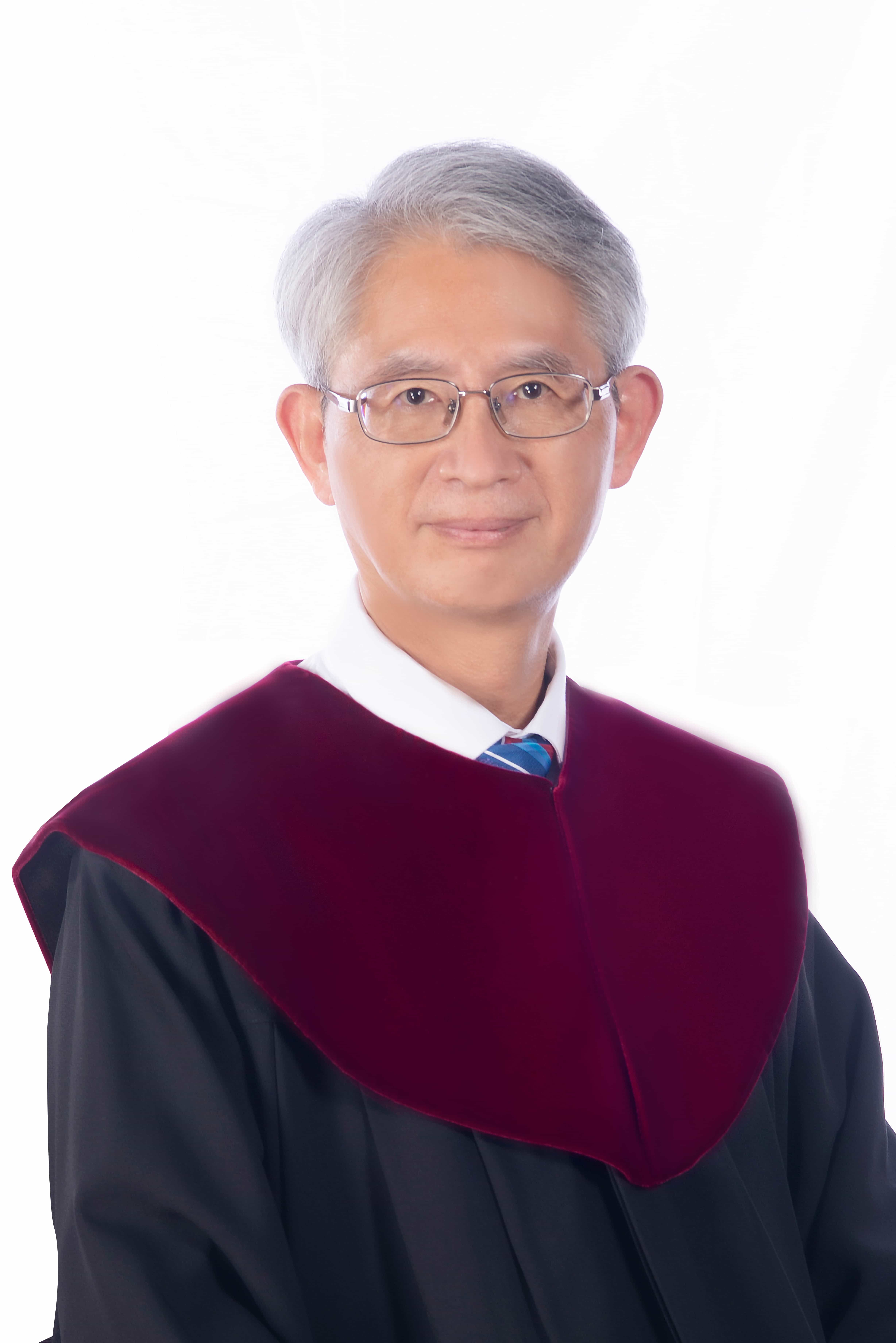
司法院院長：謝銘洋（代理）
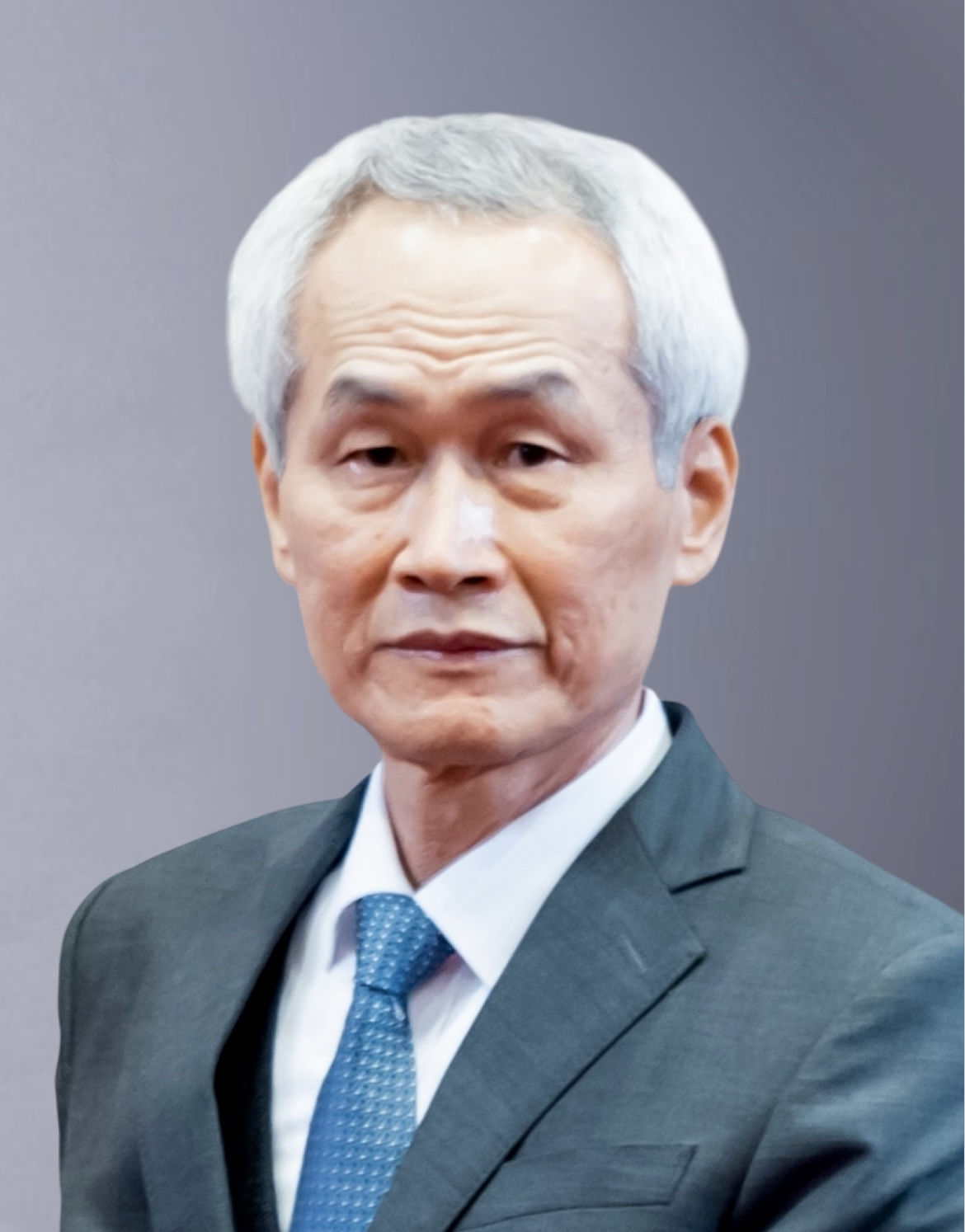
考試院院長：周弘憲
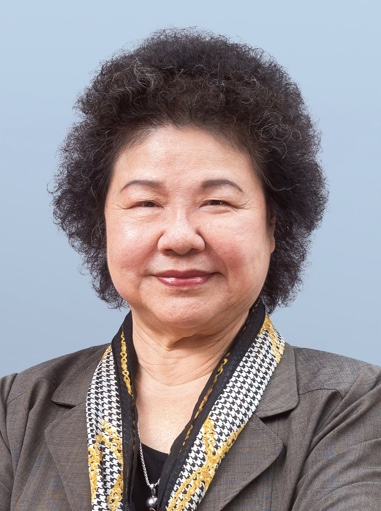
監察院院長：陳菊

## 大事記
2025年臺灣：1月 - 2月 - 3月 - 4月 - 5月 - 6月 - 7月 - 8月 - 9月 - 10月 - 11月 - 12月

### 1月
- 1月1日：柯文哲辭任台灣民眾黨主席，由黃國昌代行職務，且將於2月15日進行補選。[1]
- 1月11日：台灣民眾黨在自由廣場發起「111釘孤枝」集會。[2]
- 1月16日：法務部部長鄭銘謙簽署黃麟凱殺人案的犯案人黃麟凱的死刑槍決執行令，同日晚間10點02分於法務部矯正署臺北看守所遭槍決，10點23分確認死亡。[3]
- 1月21日：深夜0:17分，嘉義縣大埔鄉發生芮氏規模6.4地震，地震深度9.7公里[4]。

### 2月
- 2月5日：臺鐵公司通過票價調整案，預計調漲26.8%，獲得董事會支持通過，後續將依程序報請主管機關審議，確切調整票價時間還未確定[5]。
- 2月6日：高雄市政府警察局接獲民眾報案表示，自己的母親從初五就沒回家，調查後隔日起出一起重大的連續殺人分屍命案，是為張介宗連續殺人案[6]。
- 2月13日：臺中市新光三越百貨中港店發生爆炸，5人死亡，38人受傷。[7]
- 2月15日：黃國昌在2025年台灣民眾黨主席補選中勝選，成為新任台灣民眾黨主席[8]。

### 3月
- 3月3日：美國總統唐納·川普和臺積電董事長暨總裁魏哲家在白宮宣布對美國新增投資1,000億美元，以避關稅[9][10]。
- 3月13日：總統府下午1時30分舉行「國安高層會議會後記者會」，總統賴清德宣布，全面檢討修正《軍事審判法》，恢復軍事審判制度[11]。總統府於13時30分舉行「國安高層會議會後記者會」，總統賴清德在記者會指出，為因應中國對國軍的滲透及間諜活動威脅，全面檢討修正《軍事審判法》，恢復軍事審判制度，讓軍法官回到第一線，與檢調司法機關共同協力，處理現役軍人涉犯叛亂、利敵、洩密、廢弛職務、抗命等軍事犯罪刑事案件[12]。
- 3月17日：台北市的比特犬在3月6日發生咬人案後在當天再發生咬人事件，台北市政府動保處決議開罰飼主新臺幣20萬元並沒入這隻比特犬[13]。
- 副總統蕭美琴今日上午在總統府大禮堂主持「114年司法院正、副院長及大法官被提名人介紹記者會」。總統府於2024年8月公布2024年司法院大法官提名提名7人，但立法院在2024年12月投票時，無人通過。2025年重啟提名作業，今日上午在總統府召開記者會公布提名名單[14]。
- 3月25日：網紅亞亞因為被八炯指控她長期宣揚武統言論，被內政部移民署廢除在台依親居留許可，於當日晚上從臺北松山機場離開台灣[15]。

### 4月
- 4月1日：中國人民解放軍東部戰區上午宣布今日開始，解放軍東部戰區組織陸軍、海軍、空軍、火箭軍等兵力，位臺灣島周邊聯合演訓，是為2025年4月環台軍事演練 [16]。
- 4月7日：交通部政務次長伍勝園，於立法院交通委員會備詢表示，行政院已經核定台鐵票價調整案，預計今年6月23日進行票價調整[17]。

### 5月
- 5月1日：五一行動聯盟於台北市舉辦「反霸凌、要保障」遊行，要求政府正視勞工困境，估計有5,000人參與遊行活動[18]。知名部落客「貴婦奈奈」在加拿大潛逃7年後，主動返台投案[19]。
- 5月2日：行政院因應美國總統川普提出的「解放日關稅」政策，擬定總額新臺幣4,100億元的《強化經濟社會及國土安全韌性特別條例》草案，並於5月2日送交立法院聯席委員會審查[20]。
- 5月8日：總統賴清德出席第二次世界大戰歐洲戰場結束戰事80週年紀念活動並致辭[21]。
- 5月13日：台北地院國民法官法庭針對1歲男童「剴剴」遭虐待事件於當天宣布判決劉彩萱無期徒刑、褫奪公權終身，劉若琳判決18年有期徒刑[22]。
- 5月14日：男藝人威廉（廖亦崟）、陳零九、大根（黃亮鈞）、Teddy（陳向熙）、阿虎（吳致任）、陳大天、陳信維、李銓、黃博石等百餘名役齡男子涉妨害兵役，於檢方訊後交保，役政司已函請軍醫局修正體位區分標準[23][24]。
- 5月17日：2025年夏季世界壯年運動會於今天開始在台北市和新北市等地舉行，當日晚上在台北大巨蛋開幕[25]。台灣最後一座現役核電廠因為商轉執照到期，於當日深夜終止運轉[26]。
- 5月19日：新北市三峽區北大國小旁國成街與國光街口發生重大車禍，車輛暴衝，於行人專用時相行人在過馬路期間，超過10人受到波及，其中3人宣告不治，另外總統賴清德指示行政院成立專案小組[27][28]。輝達執行長黃仁勳在當日早上於台北流行音樂中心的台北電腦展進行主題演講，並宣布將在北投士林科技園區設立輝達台灣總部[29]。

### 6月
- 6月5日：近日內政部推動「中正路」改名引發民怨，行政院院長卓榮泰在當日宣布此為地方政府權責，且行政院並無推動該計畫，因此內政部配合行政院指示終止該議論[30]。
- 6月10日：立法院今日三讀通過《國軍加給條例》修正案。當消費者物價指數（CPI）累計成長超過百分之三時，加給金額將可依比例調整[31]。另外，義務役月薪不得低於最低工資(目前2萬8590元)。修法將自2026年元旦起正式施行[32]。
- 6月15日：

臺中市一名21歲黑户青年，遭父親軟禁10餘年。
王大陸、陳零九等24名役齡男子及4名仲介涉妨害兵役，遭新北地檢署起訴。
- 6月17日：海鯤級潛艦海鯤號駛出高雄港，進行首次海上測試。[36]
- 6月18日：台中地方法院民事訴訟庭針對發生在2023年5月的五億高中生命案完成審理，宣布已故賴姓高中生與被告夏朝源之間的婚姻無效，雖然夏朝源沒辦法拿到遺產，但仍可上訴[37]。
- 6月20日：

台中地檢署針對「五億高中生命案」當中賴姓高中生母親的聲請再議做出駁回決定，因此此案件不起訴確定。
中華民國中央選舉委員會完成審查大罷免的案件，王鴻薇、李彥秀、羅智強、徐巧芯、賴士葆等24位立委和新竹市長高虹安罷免案通過第二階段連署，並宣布上述罷免案於7月26日舉行罷免投票。
- 6月21日：當日晚上在台北小巨蛋舉行Hito流行音樂獎頒獎典禮，台灣男團Energy在該屆頒獎典禮獲得獲多獎項[40]，另外邀請菲律賓男團SB19和台灣流行天后蔡依林等藝人上台表演[41][42]。
- 6月28日：當日晚上在台北小巨蛋舉行第36屆金曲獎頒獎典禮。
- 6月29日：中華職業棒球大聯盟統一7-ELEVEn獅奪隊史第18座季冠軍。[43]

### 7月
- 7月26日：大罷免首次投票，二十四席立委及新竹市市長高虹安全數不通過。

## 災難與交通意外

### 災害
- 1月21日深夜0:17分，嘉義縣大埔鄉發生芮氏規模6.4地震[4]。

### 事故
- 1月6日晚上20時49分，新北市三重區六張街發生民宅倒塌事故[44]。
- 2月13日臺中市新光三越百貨氣爆，5人死亡，38人受傷[7]。
- 5月19日，新北市三峽區國成路國光街口發生汽車暴衝事故，一名78歲男子駕駛車輛暴衝，造成15人受傷，其中3人死亡[45]。

## 節日與主題
以下列出2025年與臺灣社會相關的重大事件、節日及活動。

### 1月
- 1月1日：元旦、中華民國開國紀念日、台北101跨年煙火表演
- 1月5日：小寒
- 1月7日：臘八
- 1月15日：尾牙
- 1月18日–1月20日：學科能力測驗
- 1月20日：大寒、中小學113學年度第一學期休業式
- 1月21日：中小學113學年度寒假開始
- 1月23日：送神、世界自由日
- 1月27日：小年夜
- 1月28日：除夕
- 1月29日：農曆新年
- 1月30日：回娘家
- 1月31日：祭祖、中小學113學年度第一學期結束

### 2月
- 2月1日：迎神、中小學113學年度第二學期開始
- 2月3日：立春
- 2月6日：天公生
- 2月10日：中小學113學年度寒假結束
- 2月11日：中小學113學年度第二學期開學
- 2月12日：元宵節 、桃園台灣燈會開始
- 2月14日：西洋情人節
- 2月18日：雨水
- 2月23日：元宵節 、桃園台灣燈會結束
- 2月28日：和平紀念日

### 3月
- 3月5日：驚蟄
- 3月8日：婦女節
- 3月12日：植樹節
- 3月14日：白色情人節
- 3月20日：春分
- 3月29日：青年節

### 4月
- 4月1日：愚人節
- 4月4日：兒童節、清明節
- 4月7日：言論自由日
- 4月13日：復活節
- 4月20日：穀雨、媽祖生
- 4月22日：世界地球日
- 4月26日–4月27日：四技二專統一入學測驗

### 5月
- 5月1日：勞動節
- 5月5日：立夏、浴佛節
- 5月11日：母親節
- 5月17日–5月18日：國中教育會考
- 5月21日：小滿
- 5月31日：端午節

### 6月
- 6月3日：禁煙節
- 6月5日：芒種
- 6月21日：夏至
- 6月30日：中小學113學年度第二學期休業式

### 7月
- 7月1日：中小學113學年度暑假開始
- 7月7日：小暑
- 7月11日─7月12日：大學入學分科測驗
- 7月22日：大暑

### 8月
- 8月1日：原住民族日、中小學114學年度第一學期開始
- 8月7日：立秋
- 8月8日：父親節
- 8月23日：處暑、鬼門開
- 8月29日：七夕、中小學113學年度暑假結束
- 8月30日：中小學114學年度第一學期開學

### 9月
- 9月3日：軍人節
- 9月6日：中元節
- 9月7日：白露
- 9月21日：鬼門關
- 9月23日：秋分
- 9月28日：教師節

### 10月
- 10月6日：中秋節
- 10月8日：寒露
- 10月10日：國慶日、國慶煙火
- 10月23日：霜降
- 10月25日：臺灣光復節
- 10月29日：重陽節
- 10月31日：萬聖節

### 11月
- 11月7日：立冬
- 11月12日：國父誕辰紀念日
- 11月22日：小雪
- 11月27日：感恩節

### 12月
- 12月7日：大雪
- 12月21日：冬至
- 12月24日：平安夜
- 12月25日：行憲紀念日、聖誕節
- 12月31日：全台各地跨年

## 逝世

### 1月
- 1月3日：游建華，65歲，台灣政治人物，曾任國發會副主委、桃園市副市長。胰臟癌。[46]
- 1月7日：
  - 林惺嶽，86歲，台灣藝術家。[47]
  - 鄭余鎮，78歲，台灣政治人物，前民進黨立委。心臟病。[48]
- 1月8日：
  - 朱安琪，102歲，中華民國空軍上尉。[49]
  - 林正峰，76歲，台灣政治人物，曾任第六屆立法委員。[50]
  - 朱樟興，100歲，台灣政治人物，曾任桃園縣議員、國民大會代表，國民黨主席朱立倫父親。[51]
- 1月11日：
  - 游振雄，63歲，台灣政治人物，彰化縣議員（第14-18屆），員林市長（2018年—2025年）。[52]
  - 姜松茂，77歲，台灣政治人物。[53]
- 1月12日：徐明正，75歲，台灣地下電台主持人，被譽為「名嘴祖師爺」。[54]
- 1月15日：李魁賢，87歳，台灣詩人，國家文藝獎得主。[55]
- 1月16日：謝世謙，73歳，台灣華航董事長。[56]
- 1月17日：黃烟，112歲，台灣超級人瑞。[57]
- 1月21日：胡鐙云，41歲，台灣空軍清泉崗基地第三聯隊士官長。[58]
- 1月22日：賴丁誌，21歲，台灣國立臺東大學棒球隊棒球員，味全龍外野手陳子豪的表弟。[59]
- 1月24日：柯信國，53歲，台灣醫生，台北榮民總醫院胸腔科主任、胸腔部呼吸治療科醫師。[60]
- 1月25日：
  - 黃茂榮，81歲，台灣法學家，曾任司法院大法官。[61]
  - 廖玉蕊(Kaljui Atalep)，93歲，台灣屏東來義鄉排灣族傳統手紋（veci' nua lima）文化」保存者。[62]
- 1月28日：淨耀法師，72歲，台灣佛教僧侶，中國佛教會第19、20屆理事長、世界佛教華僧會副會長、淨化社會文教基金會創會董事長。
- 1月29日：張立威，56歲，台灣演員。[63]
- 1月31日：馮漢賢，61歲，台灣醫生，台南市郭綜合醫院副院長。癌症病逝。[64]

### 2月
- 2月2日：徐熙媛，48歳，台灣女演員，歌手，節目主持人。因感染A型流感併發肺炎病逝。[65]
- 2月4日：
  - 辜嚴倬雲，105歲，台灣前總統府資政，前海基會董事長辜振甫之妻。[66]
  - 林婉珍，96歲，台灣水墨畫家。[67]
- 2月7日：
  - 張能傑，46歲，台灣日月光半導體董事、中國區總經理，張虔生之子（死訊公佈日期）[68]。
- 2月11日：趙欣然，80歲，台灣演員張翰及張震之母，病逝。[69]
- 2月12日：
  - 王國慶，67歲，台灣台東泰源國中棒球隊總教練。[70]
  - 吳明峯，62歲，台灣骨科醫師，高雄中正脊椎骨科醫院院長。[71]
- 2月14日：
  - 李振瑋，41歲，台灣政治人物，花蓮市民代表會主席。[72]
  - 張永山，年齡不詳，台灣政治人物，曾任大陸委員會聯絡處處長、港澳處處長、國安會第三組組長（死訊公佈日期）。[73]
- 2月15日：何碧雲，90歲，台灣志工，基隆市救難協會前理事長。[74]
- 2月17日：柯承發，92歲，台灣教師，曾執教於新竹市東區東園國民小學，台灣民眾黨前主席柯文哲父親。[75]
- 2月18日：郭中興，93歲，台灣前中華民國射擊協會理事長。[76]
- 2月20日：歐正明，81歲，台灣企業家，環隆科技創辦人。[77]
- 2月21日：沈世傑，98歲，台灣魚類專家。[78]
- 2月24日：楊文欣，62歲，台灣商人及政治人物，前立法委員，長億實業公司前副董事長，長億關係企業創辦人楊天生之子。胰臟癌。[79]
- 2月25日：
  - 朱樹勳，87歲，台灣心臟外科醫生，新北市亞東紀念醫院副董事長。[80]
  - 丁遠超，68歲，台灣政治人物，前總統府發言人。[81]
  - 李穎哲，80歲，台灣企業家，祺驊總裁。[82]
- 2月27日：王昭雄，84歲，台灣商人，嘉南藥理大學董事長。[83]
- 2月28日：葉清田，69歲，台灣男歌手。有「小葉啟田」之稱。[84]

### 3月
- 3月1日：劉同仁，91歲，台灣油畫美術家。[85]
- 3月5日： 林火燈，75岁，台灣企業家，臺灣證券交易所總經理（2013—2016年），福邦證券董事長（2016—2022年）。[86]
- 3月8日： 許山埜，63歲，台灣政治人物，雲林縣水林鄉長。[87]
- 3月10日：蔡政達，86岁，台灣畫家，文化薪傳獎得主。[88]
- 3月11日：
  - 李景暘，94歲，台灣收藏家、文化工作者，前三峽大容戲院總經理。[89]
  - 蔡教義，88岁，台灣政治人物，彰化縣前員林鎮長。[90]
- 3月12日：王康厚，95歲，台獨聯盟前秘書長。[91]
- 3月14日：
  - 張振寰，65歲，臺灣男演員，曾《新孫悟空72變》、《小李飛刀》、《挑伕》、《大俠沈勝衣》等電影電視作品，（被發現日期）[92]
  - 林贊庭，95歲，台灣電影攝影師，第58屆金馬獎終身成就獎得主。[93]
  - 許恒慈，85歲，台灣已故前雲林縣長廖泉裕夫人，暨佳聯有線電視股份有限公司董事長。[94]
- 3月15日：
  - 權樂，32歲，臺灣喜劇演員，曾演《周處除三害》。[95]
  - 曾吉連，76歲，台灣宗教人士，台南祀典大天后宮主委。[96]
  - 陳雲址，90歲，台灣恆春基督教醫院眼科醫師。[97]
- 3月19日：劉瑞銓，58歲，台灣政治人物，台中市豐原區豐田里長。[98]
- 3月21日：何建中，57歲，台灣政治人物，信義鄉農會總幹事。[99]
- 3月24日：
  - 郭瑤琪，69歲，台灣政治人物，前交通部長，主動脈剝離。[100]
  - 李宗純，58歲，台灣企業家，永豐餘集團總經理，辭世。[101]
  - 周富城，68歲，台灣電視台幕後工作人員，人稱Keyboard老師。[102]
  - 魏燦文，72歲，台灣企業家，「台灣塑膠押出機之父」、台灣機械工業同業公會第29屆理事長、鳳記國際董事長，病逝。[103]
  - 孫穗英，103歲，中華民國國父孫中山先生的孫女，孫科的長女。
- 3月26日：李奕德，43歲，台灣政治人物，嘉義市市議員，因肝病變病逝。[104]
- 3月27日：詹忠義，67歲，台灣政治人物，前茂林鄉鄉長。[105]

### 4月
- 4月5日： 范鳴霖，68岁，台灣籃球國手。[106]
- 4月9日： 葉天健，82歲，台灣電視節目製作人。[107]
- 4月11日：羅木蘭，72歲，台灣排灣族，屏東縣來義鄉古樓部落傳統領袖[108]。
- 4月12日： 齊惠生，81歲，台灣黑道人物，牛埔幫角頭，多重器官衰竭[109]。.
- 4月15日：陳林白菜，110歲，台灣人瑞，無黨籍立委陳超明母親。[110]
- 4月17日：天殘，本名翁芝瑩，31歲，台灣喜劇演員。[111]
- 4月18日：潘松帶，91歲，台灣作家、教育工作者[112]。
- 4月19日：林張久美，83歲，台灣政治人物，國民黨台中市東、南區市議員。[113]
- 4月20日：黃正杰，31歲，台灣藝人。[114]
- 4月21日：葉守焞，84歲，台灣企業家，集盛實業創辦人之一（逝世公告日期）[115]。
- 4月22日：蔡永常，76歲，台灣政治人物，雲林縣口湖鄉鄉長。[116]
- 4月28日：何凱恩，46歲，台灣網紅，YouTube頻道「大叔聊玩具」主持人。[117]

### 5月
- 5月4日：許歷農，104岁，台灣軍政人物，陸軍二級上將，曾任國防部總政治作戰部主任、退輔會主委、國民大會代表。[118][119]
- 5月5日：陳長謙，88歲，美國華裔生物物理化學家，中央研究院院士（1988年）[120]。
- 5月6日：林國彰，74岁，台灣攝影家、資深攝影記者，病逝。[121]
- 5月7日：楊煥，46歲，台灣電視節目製作人。[122]
- 5月8日：王朝民，30歲，臺灣職棒統一獅隊前投手。熱衰竭。[123]
- 5月10日：
  - 朱萬鶴，99歲，臺灣登山客休憩所「李棟山莊」的創建者。[124]
  - 陳聽安，92歲，臺灣財稅學者。[125]
- 5月12日：
  - 蔡共新，78歲，台灣傳統工藝「鑿花」保存者。[126]
  - 韓賢光，66歲，台灣音樂製作人、創作人。[127]
- 5月17日：張能發，62歲，台灣台東縣臺東市富岡國小校長。[128]
- 5月18日：謝志培，68歲，台灣國家射擊代表隊選手、李孟遠父親。[129]
- 5月22日：曾文炎，79歲，台灣政治人物，時任嘉義市升格後第1屆市議會議長。[130]
- 5月23日：
  - 黃兆欣，40歲，台灣京劇乾旦演員。心因性休克亡。[131]
  - 林榮進，78歲，台灣政治人物，前台中市議員。[132]
  - 何景賢，90岁，台湾教育家，台北语文学院创始人。[133]
- 5月26日：陳曉林，76歲，台灣作家、出版人。曾出版散文集《青青子衿》及《吟罷江山》、《劍氣簫心》、《壯歲旌旗》等作品。[134]
- 5月30日：
  - 趙秀容（義大利語：Giuseppina Frongia），93歲，臺灣籍義大利裔修女，長期服務新竹縣尖石鄉原住民。[135]
  - 范志強，73歲，軍人、副教授、專業經理人。曾任臺灣期貨交易所董事長[136]、期貨市場協會（Association of Futures Markets, AFM）主席[137][138]、台灣高速鐵路公司董事長、元大銀行董事長。

### 6月
- 6月3日：林正杰，72歲，台灣政治人物，曾任立委，前黨外人士。[139]
- 6月9日：王杏慶，78歲，筆名南方朔，台灣資深媒體人、政治評論家；肺炎。[140][141]
- 6月11日：陳婉真，75歲，台灣政治人物，前民進黨籍台北縣立法委員。因癌症在泰國清邁病逝。[142]
- 6月12日：蔡語芯，40歲，臺灣模特兒，有「車模界林志玲」稱號，藥物注射醫療疏失。[143][144]
- 6月13日：鄭愁予，91歳，台灣詩人。[145]
- 6月14日：陳彼得，81歲，台灣男歌手、詞曲作家、音樂製作人，為*6月14日：台灣國語流行音樂第一位將美國饒舌元素帶入國語歌曲的歌手。[146]
- 6月20日：葉明財，84歲，台灣黑道人物，牛埔幫創幫大老。[147]
- 6月21日：詹榮鋒，63歲，台灣政治人物，桃園市政府前祕書長。[148]
- 6月24日：
  - 李小飛，76岁，台灣演員。[149]
  - 張順昌，84岁，台灣政治人物。[150]
- 6月27日：張育安，83歲，台灣男演員。[151]
- 6月28日：
  - 陳雷，86岁，本名吳景裕，台灣作家。[152]
  - 許家瑜，30歲，台灣網紅。[153]
- 6月29日：王浩一，68歳，台灣作家、《浩克漫遊》主持人。[154]
- 6月30日：
  - 姚朋，99歳，台灣媒體人、作家、《中央日報》社長。[155]
  - 陳維壽，94歲，台灣國寶級昆蟲學家，台北市成功高中「蝴蝶宮」昆蟲科學博物館創辦人。[156]

### 7月
- 7月1日：葉金勝，82歲，台灣導演，導演葉天倫父親。[157]
- 7月5日：
  - 許漢珍，96歲，台灣大木匠師，「大木作技術」的傳統技術保存者。[158]
  - 陳宏傑，64歲，台灣壽險業大佬，台銀人壽副總，時任國華人壽企劃部計劃科科長、精算系統副總，為國華人壽民國90年代（2000年）《違約交割》之關鍵操盤手，最終導致國華人壽負債且遭後續法拍併購處置。心肌梗塞。[159]
- 7月7日：林沖，92歲，本名林錫憲，臺灣男歌手、演員，別名「大盜歌王」、「鑽石歌王」[160]。
- 7月8日：吳恩碩，37歲，臺灣消防員，時任新北市直潭消防分隊。因搜救意外溺水亡。[161]
- 7月9日：張敬謙，36歲，臺灣消防員，時任新北市烏來消防分隊。因搜救意外溺水亡。[162]
- 7月10日：
  - 郭力恆，73岁，台灣軍人，前海軍上校，涉及尹清楓命案及拉法葉艦軍購案關鍵人物。癌症。[163][164]
  - 許仁圖，75歲，台灣作家，曾任導演、編劇和演員，民進黨前副秘書長，身分橫跨文壇、影壇、政壇。[165]
- 7月11日：蔡坤龍，60歲，臺灣作家及政治人物，曾任中國時報記者，時任嘉義市培元里里長。[166][167]
- 7月12日：吳錦麗，90歲，台灣中央研究院前院長李遠哲博士夫人，胰臟癌。[168]
- 7月13日：江清坤，83歲，台灣排灣族文化保存者。[169]
- 7月14日：張榮麟，40歲，台灣撞球運動員，撞球名將「火雲邪神」，晚間在印尼飯店休息突發腦中風離世。[170]
- 7月16日：
  - 顏懷，92歲，台灣台中市大甲鎮瀾宮董事長顏清標的父親。[171]
  - 許來富，87歲，台灣工藝家，花蓮縣傳統工藝「噶瑪蘭族香蕉絲編織工藝」保存者。[172]
- 7月18日：姚小章，87歲，台灣女演員，在美國華盛頓病逝。[173]
- 7月19日：周佳正，60歲，台灣醫師，衛生福利部桃園醫院外科主任。[174]
- 7月20日：高國晉，59歲，台灣醫生，中華民國重症醫學會理事長、林口長庚醫院教授級主治醫師。[175]
- 7月21日： ，80歲，台灣企業家，敏盛醫療集團副總裁。[176]
- 7月22日：
  - 李元瀚，36歲，台灣電力公司工程師，參與颱風丹娜絲停電搶修任務時發生感電意外，搶救數日後拔管。[177]
  - 邱正雄，83歲，台灣前行政院副院長、財政部長、中央銀行副總裁。[178]
- 7月27日：鄭敏志，60歲，台灣高雄補教業「鄭奇數學」名師，急性缺血性腦中風猝逝。[179]
- 7月29日：鄒森，本名鄒忠禮，85歲，台灣男演員及聲樂藝術家，前妻為夏台鳳。[180]

### 8月
- 8月2日：林省三，95岁，台灣企業家，長榮集團前首席副總裁。[181]
- 8月4日：
  - 許倬雲，95歲，台灣歷史學家。[182]
  - 詹智能，57歲，台灣CEO，無限夢想股份有限公司總經理。[183]
- 8月10日：林健兒，84歲，台灣燈藝家，新北市傳統工藝「花燈工藝」保存者。[184]
- 8月11日：曾琮愷，45歲，台灣民進黨南投縣黨部前執行長，蜂窩性組織炎併發重症。[185]
- 8月14日：劉育豪，58歲，台灣政治人物，民進黨籍屏東縣前議員，肝癌。[186]
- 8月18日：林嘉誠，72歲，台灣政治人物，前考選部長。[187]
- 8月19日：千百惠，62歲，本名鍾蘭芯，中國大陸籍台灣女歌手。[188]